# Grand Prix Velké Británie 1996
Grand Prix Velké Británie 1996 (IL Foster's British Grand Prix) desátý závod 47. ročníku mistrovství světa jezdců Formule 1 a 38. ročníku poháru konstruktérů, historicky již 591. grand prix, se uskutečnila na okruhu Silverstone.

## Výsledky

### Kvalifikace
| Pořadí | Číslo | Jezdec                | Konstruktér        | Čas      | Odstup |
| ------ | ----- | --------------------- | ------------------ | -------- | ------ |
| 1      | 5     | Damon Hill            | Williams-Renault   | 1:26.875 |        |
| 2      | 6     | Jacques Villeneuve    | Williams-Renault   | 1:27.070 | +0.195 |
| 3      | 1     | Michael Schumacher    | Ferrari            | 1:27.707 | +0.832 |
| 4      | 7     | Mika Häkkinen         | McLaren-Mercedes   | 1:27.856 | +0.981 |
| 5      | 3     | Jean Alesi            | Benetton-Renault   | 1:28.307 | +1.432 |
| 6      | 11    | Rubens Barrichello    | Jordan-Peugeot     | 1:28.409 | +1.534 |
| 7      | 4     | Gerhard Berger        | Benetton-Renault   | 1:28.653 | +1.778 |
| 8      | 12    | Martin Brundle        | Jordan-Peugeot     | 1:28.946 | +2.071 |
| 9      | 8     | David Coulthard       | McLaren-Mercedes   | 1:28.966 | +2.091 |
| 10     | 2     | Eddie Irvine          | Ferrari            | 1:29.186 | +2.311 |
| 11     | 15    | Heinz-Harald Frentzen | Sauber-Ford        | 1:29.591 | +2.716 |
| 12     | 18    | Ukjó Katajama         | Tyrrell-Yamaha     | 1:29.913 | +3.038 |
| 13     | 14    | Johnny Herbert        | Sauber-Ford        | 1:29.947 | +3.072 |
| 14     | 19    | Mika Salo             | Tyrrell-Yamaha     | 1:29.949 | +3.074 |
| 15     | 17    | Jos Verstappen        | Footwork-Hart      | 1:30.102 | +3.227 |
| 16     | 9     | Olivier Panis         | Ligier-Mugen-Honda | 1:30.167 | +3.292 |
| 17     | 10    | Pedro Diniz           | Ligier-Mugen-Honda | 1:31.076 | +4.201 |
| 18     | 21    | Giancarlo Fisichella  | Minardi-Ford       | 1:31.365 | +4.490 |
| 19     | 20    | Pedro Lamy            | Minardi-Ford       | 1:31.454 | +4.579 |
| 20     | 16    | Ricardo Rosset        | Footwork-Hart      | No time  |        |
| DNQ    | 23    | Andrea Montermini     | Forti-Ford         | 1:35.206 | +8.331 |
| DNQ    | 22    | Luca Badoer           | Forti-Ford         | 1:35.304 | +8.429 |

### Závod
| Pořadí | Číslo | Jezdec                | Konstruktér        | Kola | Čas/odstoupení | Start | Body |
| ------ | ----- | --------------------- | ------------------ | ---- | -------------- | ----- | ---- |
| 1      | 6     | Jacques Villeneuve    | Williams-Renault   | 61   | 1:33:00.874    | 2     | 10   |
| 2      | 4     | Gerhard Berger        | Benetton-Renault   | 61   | + 19.026       | 7     | 6    |
| 3      | 7     | Mika Häkkinen         | McLaren-Mercedes   | 61   | + 50.830       | 4     | 4    |
| 4      | 11    | Rubens Barrichello    | Jordan-Peugeot     | 61   | + 66.716       | 6     | 3    |
| 5      | 8     | David Coulthard       | McLaren-Mercedes   | 61   | + 82.507       | 9     | 2    |
| 6      | 12    | Martin Brundle        | Jordan-Peugeot     | 60   | + 1 kolo       | 8     | 1    |
| 7      | 19    | Mika Salo             | Tyrrell-Yamaha     | 60   | + 1 kolo       | 14    |      |
| 8      | 15    | Heinz-Harald Frentzen | Sauber-Ford        | 60   | + 1 kolo       | 11    |      |
| 9      | 14    | Johnny Herbert        | Sauber-Ford        | 60   | + 1 kolo       | 13    |      |
| 10     | 17    | Jos Verstappen        | Footwork-Hart      | 60   | + 1 kolo       | 15    |      |
| 11     | 21    | Giancarlo Fisichella  | Minardi-Ford       | 59   | + 2 kola       | 18    |      |
| Ret    | 3     | Jean Alesi            | Benetton-Renault   | 44   | Brzdy          | 5     |      |
| Ret    | 9     | Olivier Panis         | Ligier-Mugen-Honda | 40   | Odstoupení     | 16    |      |
| Ret    | 10    | Pedro Diniz           | Ligier-Mugen-Honda | 38   | Motor          | 17    |      |
| Ret    | 5     | Damon Hill            | Williams-Renault   | 26   | Řízení         | 1     |      |
| Ret    | 20    | Pedro Lamy            | Minardi-Ford       | 21   | Převodovka     | 19    |      |
| Ret    | 16    | Ricardo Rosset        | Footwork-Hart      | 13   | Elektronika    | 20    |      |
| Ret    | 18    | Ukjó Katajama         | Tyrrell-Yamaha     | 12   | Motor          | 12    |      |
| Ret    | 2     | Eddie Irvine          | Ferrari            | 5    | Diferenciál    | 10    |      |
| Ret    | 1     | Michael Schumacher    | Ferrari            | 3    | Hydraulika     | 3     |      |
| DNQ    | 23    | Andrea Montermini     | Forti-Ford         |      | DNQ            | 21    |      |
| DNQ    | 22    | Luca Badoer           | Forti-Ford         |      | DNQ            | 22    |      |

## Průběžné pořadí šampionátu
Pohár jezdců
| Pořadí | Jezdec             | Body |
| ------ | ------------------ | ---- |
| 1      | Damon Hill         | 63   |
| 2      | Jacques Villeneuve | 48   |
| 3      | Michael Schumacher | 26   |
| 4      | Jean Alesi         | 25   |
| 5      | Gerhard Berger     | 16   |

Pohár konstruktérů
| Pořadí | Konstruktér      | Body |
| ------ | ---------------- | ---- |
| 1      | Williams-Renault | 111  |
| 2      | Benetton-Renault | 41   |
| 3      | Ferrari          | 35   |
| 4      | McLaren-Mercedes | 32   |
| 5      | Jordan-Peugeot   | 13   |